# Melle (Frankrijk)
Melle is een gemeente in het Franse departement Deux-Sèvres in de regio Nouvelle-Aquitaine. De gemeente telde 5.790 inwoners op 1 januari 2022. De plaats maakt deel uit van het arrondissement Niort.

## Geografie
De oppervlakte van Melle bedroeg op 1 januari 2022 65,34 vierkante kilometer; de bevolkingsdichtheid was toen 88,6 inwoners per km². Melle ligt in de vallei van de Béronne, waar de Pinier in de Béronne uitmondt.
De onderstaande kaart toont de ligging van Melle met de belangrijkste infrastructuur en aangrenzende gemeenten.

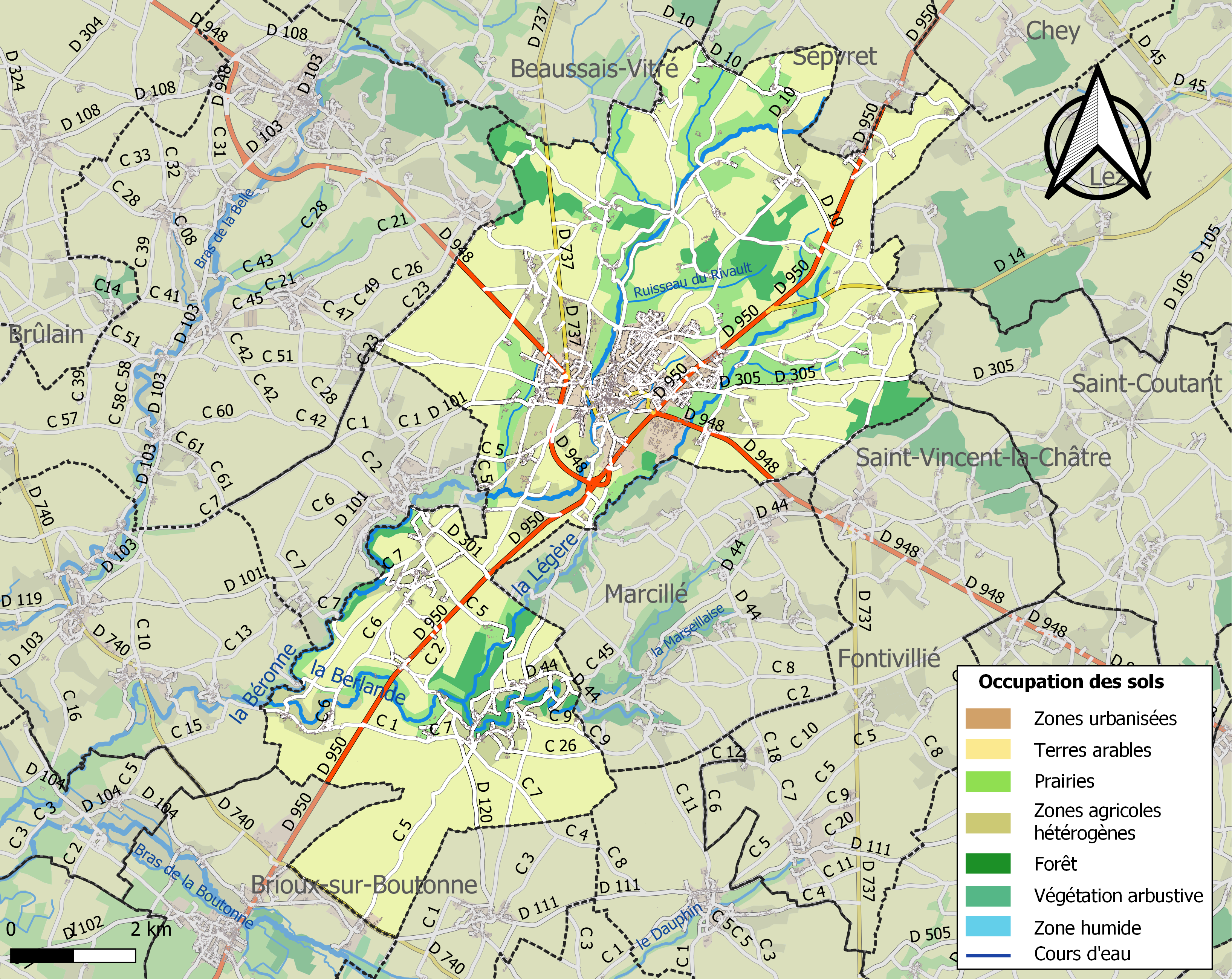

## Geschiedenis

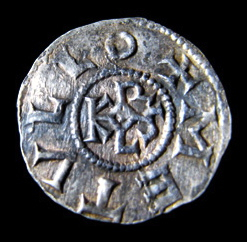
Denarie

### Zilvermijnen
Gedurende de vroege middeleeuwen was Melle een centrum van muntslag, dankzij de zilvermijnen onder en rondom de stad. Deze zijn ontgonnen van 602 tot ten minste 995. In die periode werd een dertigtal kilometer aan mijngangen aangelegd. Om de harde rotsen te breken werd ondergronds hout in brand gestoken. Het verdwijnen van de bossen betekende het einde van de mijnactiviteit.
Er werd galeniet gewonnen, een lood-zilvermengsel. Het lood werd allereerst gebruikt om belasting te betalen aan de Franse koningen: onder Dagobert I werd er jaarlijks 8000 pond lood naar Parijs gestuurd, waar het gebruikt werd voor het dak van de Saint-Denisbasiliek. De muntslag werd bedreven van 768 tot 1189. Het munthuis was met name een van de tien munthuizen die hun activiteiten mochten voortzetten onder Karel de Kale. Er werden twee types geslagen: obolen en denarii. In de negende eeuw werd de plaats geplunderd door de Vikingen.

### Bloei en verval
Rond 950 werd er in Melle een houten mottekasteel gebouwd. Aan het einde van de elfde eeuw kwam er een nieuw kasteel rond een rechthoekige donjon op een nieuwe plaats. Rond 1200 kwam er ook een stadsmuur met drie stadspoorten rond de bovenstad, de Ville Haute. Daarnaast waren er ook drie wijken buiten de stadsmuren: Saint-Pierre, Saint-Hilaire en Fossemagne. In 1356, tijdens de Honderdjarige Oorlog, werd Melle Engels. In 1372 veroverde Jean de Beaumont de stad voor de Franse koning.
Vanaf het midden van de zestiende eeuw kende het protestantisme veel aanhangers in Poitou. In Melle was zelfs meer dan de helft van de bevolking protestants. De stad was afwisselend in handen van katholieken en protestanten. In 1577 veroverden de katholieken de stad. Zij lieten stadsmuren en het kasteel slopen. In het kader van de contrareformatie kwam er in 1646 een kapucijnenklooster in Melle. Na de intrekking van het Edict van Nantes (1685) volgden dragonnades die het leven van de protestanten in de stad moeilijk maakten. Op enkele jaren tijd verliet ongeveer een kwart van de bevolking Melle. Dit betekende het einde van de bloeitijd van de stad.

### Moderne tijd

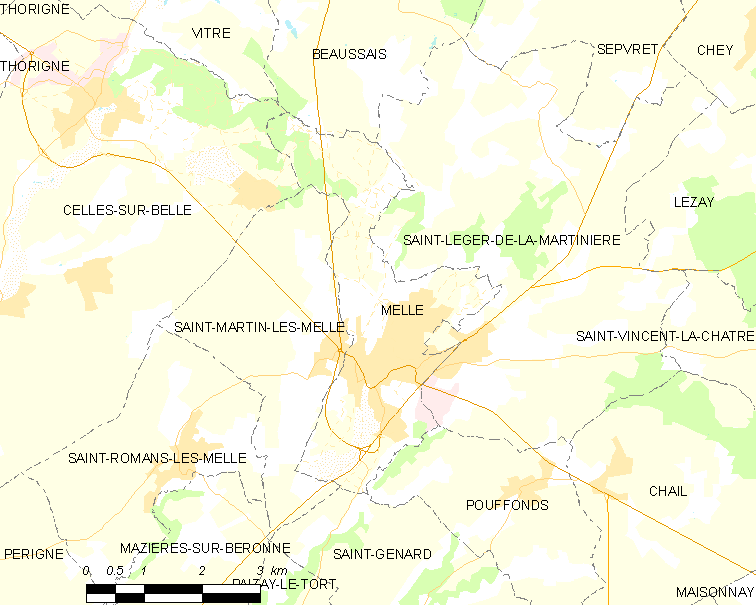
De voormalige gemeenten die in 2019 de nieuwe gemeente vormden

De Franse Revolutie werd gunstig onthaald in Melle, met name door de protestantse inwoners. Melle werd een onderprefectuur van een arrondissement (tot het in 1926 bij het arrondissement Niort werd gevoegd). Er kwam stadsvernieuwing: de Place Bujault werd aangelegd op de plaats van het vroegere kasteel (1770), de stadspoorten werden afgebroken, de route nationale Niort-Limoges (1838) en de spoorweg (1885) werden aangelegd en er kwamen nieuwe openbare gebouwen. Buiten de al aanwezige leerlooierijen bleef economie tijdens de negentiende eeuw gericht op de landbouw. Melle was een belangrijke marktplaats voor landbouwproducten en een internationaal belangrijke markt voor muilezels.
Tijdens de Eerste Wereldoorlog kwam er chemische industrie in de gemeente. Tussen 1930 en 1960 kende de gemeente een forse uitbreiding met de bouw van nieuwe wijken. De gemeente Melle is op 1 januari 2019 gefuseerd met de gemeenten Mazières-sur-Béronne, Paizay-le-Tort, Saint-Léger-de-la-Martinière en Saint-Martin-lès-Melle tot een nieuwe gemeente, eveneens geheten Melle.

## Bezienswaardigheden
Melle is vooral gekend door haar triade romane, Saint-Hilaire, Saint-Pierre et Saint-Savinien, drie romaanse kerken die gebouwd werden tussen het einde van de 11de eeuw en het midden van de 12de eeuw. Saint-Hilaire is de grootste en de rijkst gedecoreerde. Melle ligt op de weg naar Sint-Jacob-van-Compostella, Saint-Hilaire is uitgegroeid tot een belangrijke halte voor de pelgrims. In die hoedanigheid is de kerk, die al veel langer geklasseerd was als monument historique, in 1998 uitgeroepen tot Unesco Werelderfgoed.
Het Hôtel de Menoc is een stadspaleis waarvan de oudste delen vijftiende-eeuws zijn. Twintigste-eeuws erfgoed zijn de metalen markthal (1903) en de kiosk in art-decostijl (1930).
Een klein deel van de oude zilvermijnen is te bezoeken; het zijn de oudste mijnen in Europa die open zijn voor het publiek.
Sinds 1989 zijn er tentoonstellingen van moderne kunst in Melle. Dit mondde uit in de organisatie van biënnales, waarvan de negende editie in 2022 doorging.

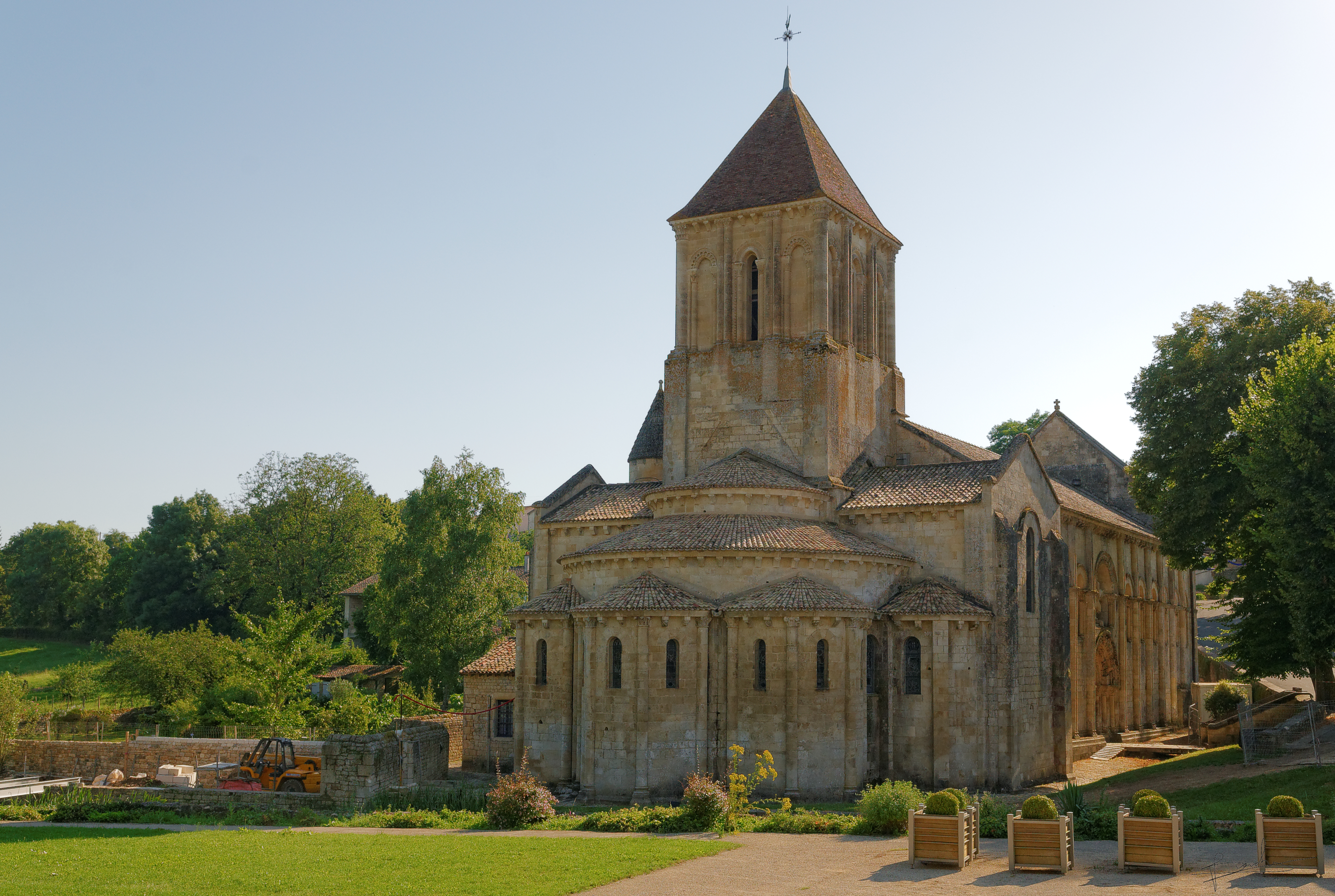
Kerk Saint-Hilaire
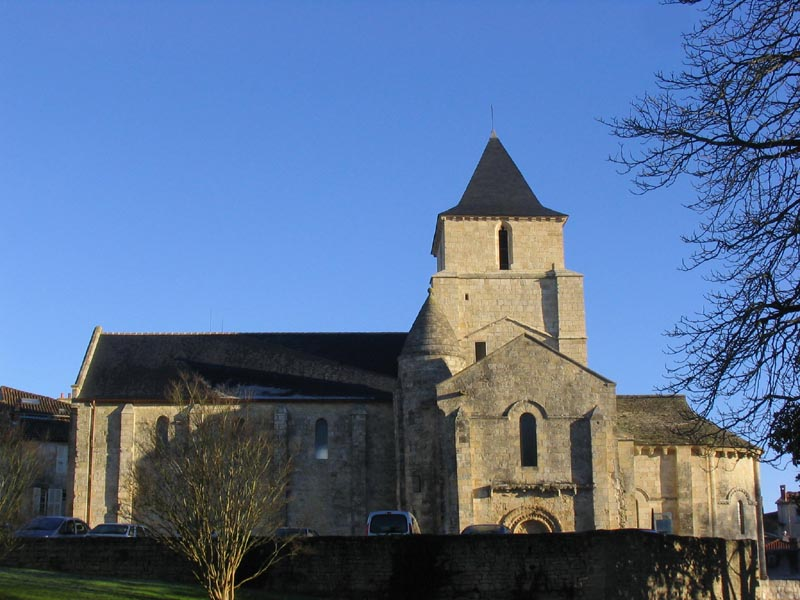
Kerk Saint-Savinien
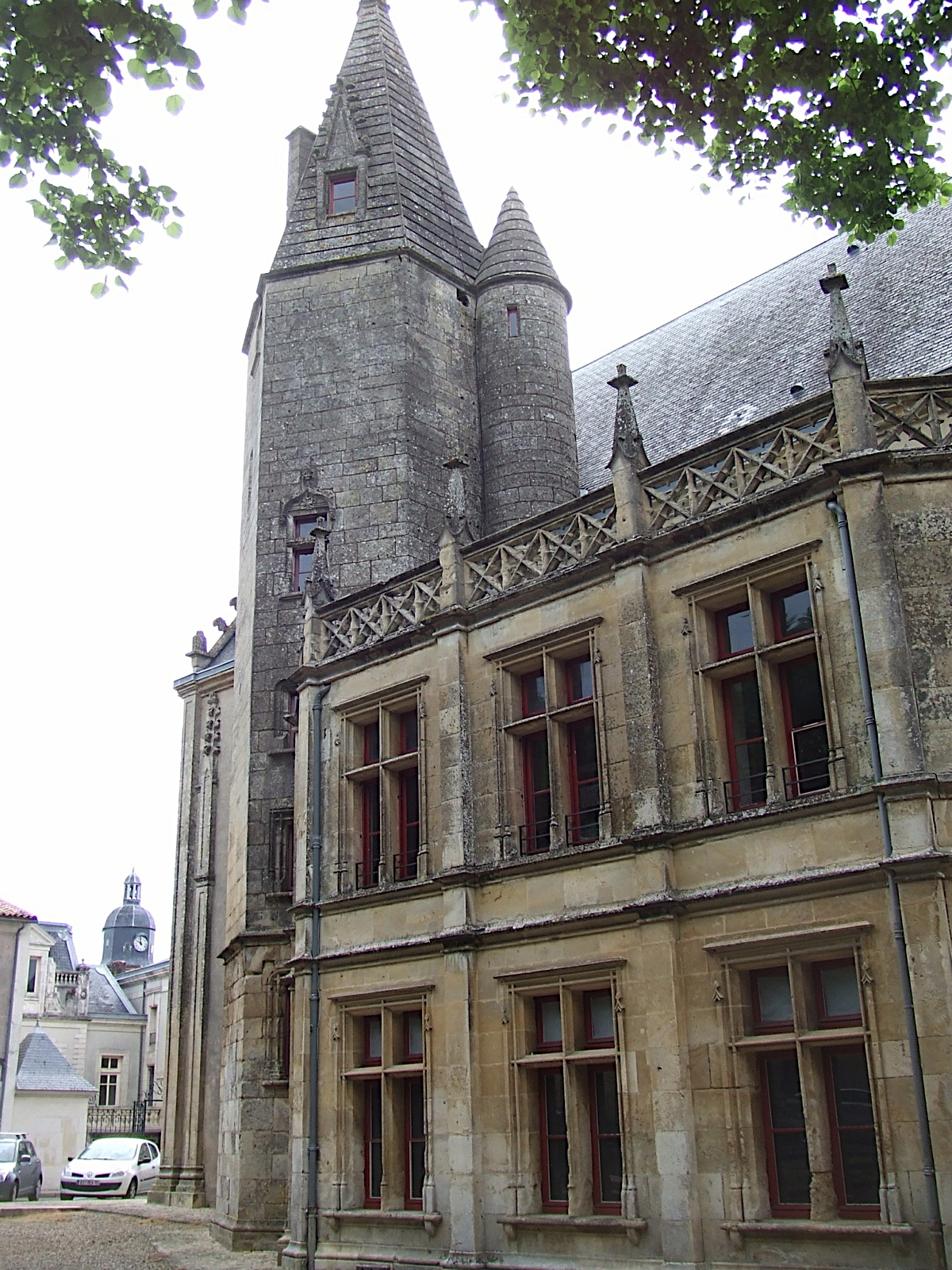
Hôtel de Menoc
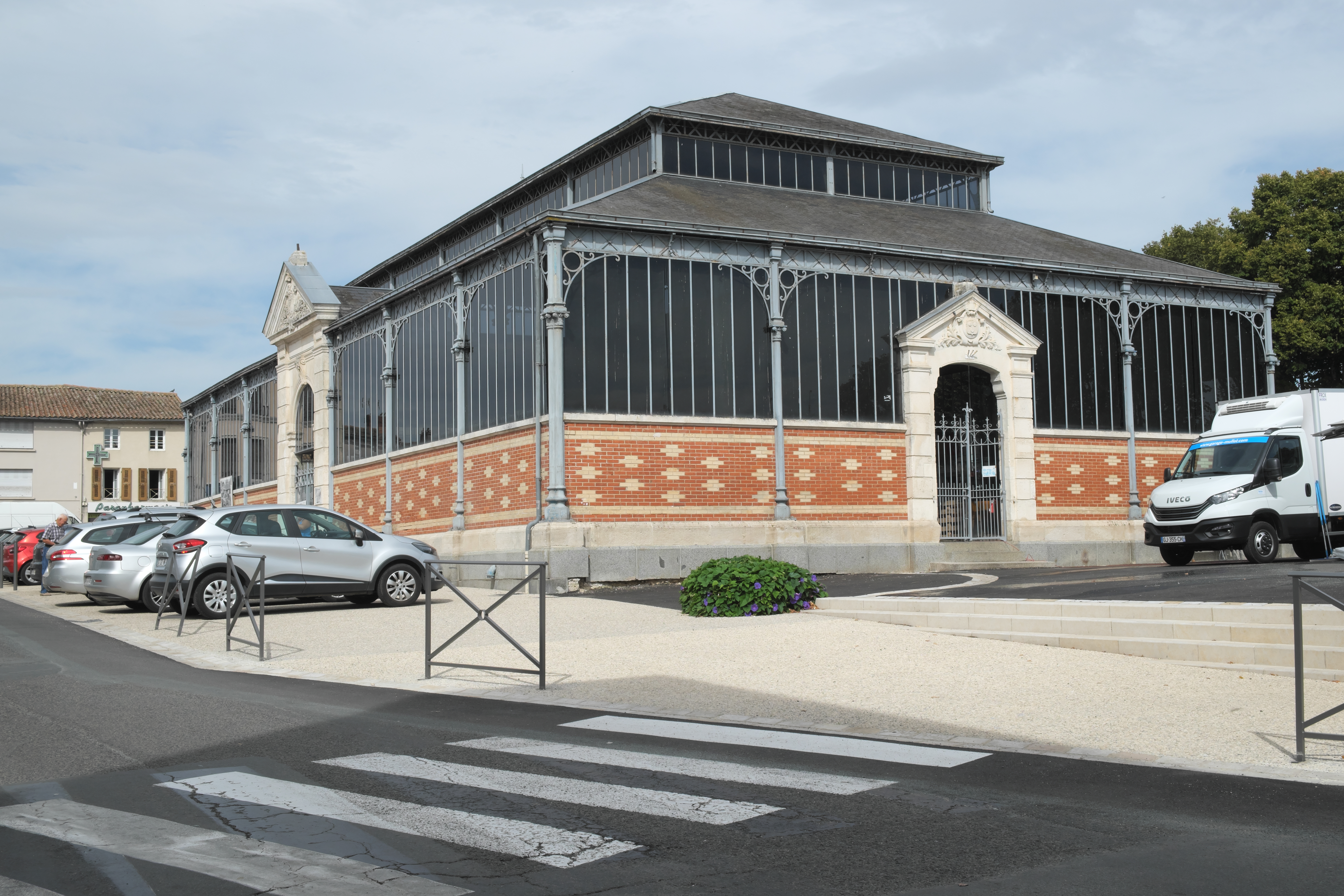
Markthal
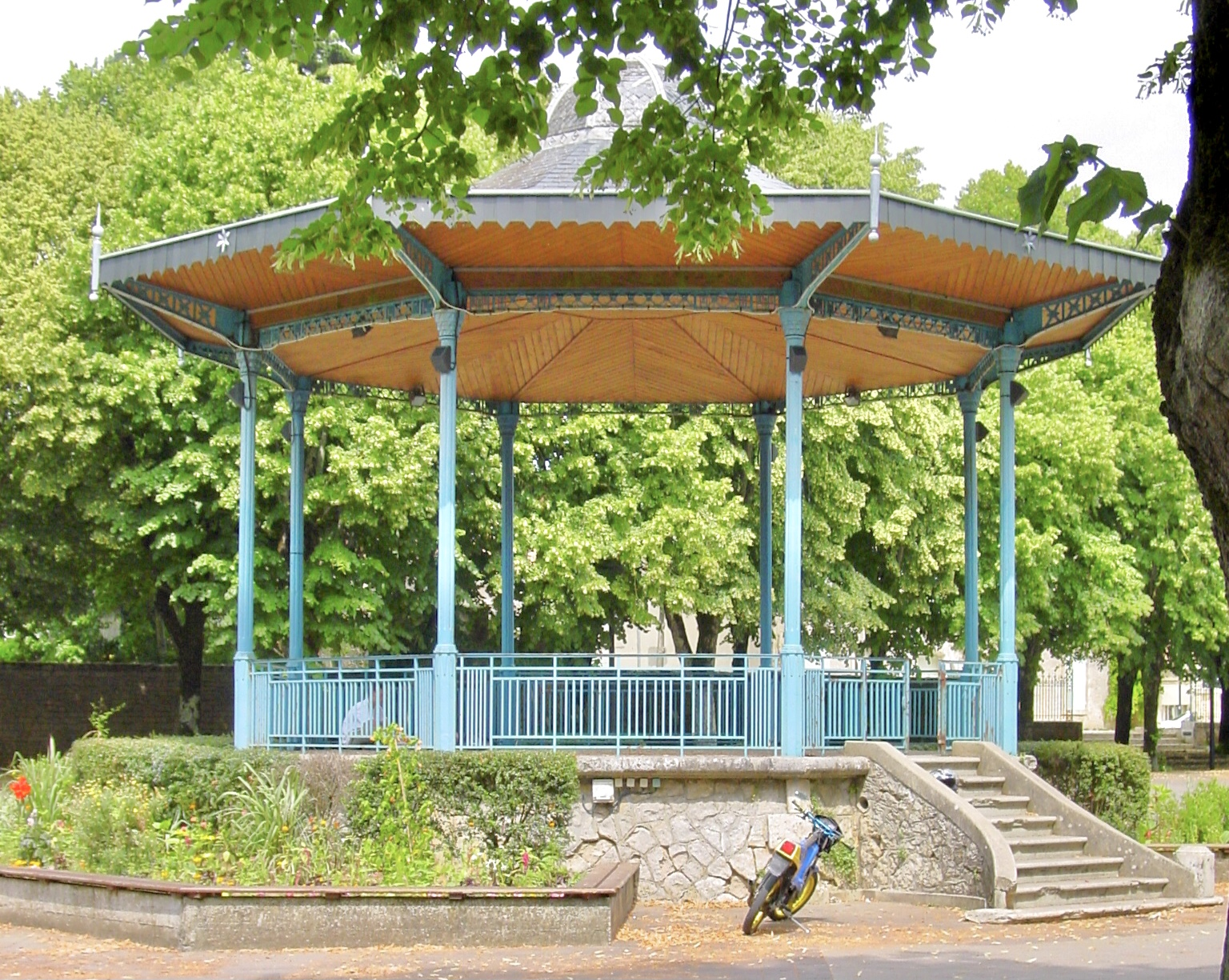
Muziekkiosk

## Demografie
In 1872 telde Melle ongeveer 2700 inwoners.
Onderstaande figuur toont het verloop van het inwonertal (bron: INSEE-tellingen).

## Geboren in Melle
- Joseph Louis Anne Avenol (1879-1952), secretaris-generaal van de Volkenbond
- Laurent Cantet (1961-2024), filmregisseur